# سن-ژیل (بلژیک)
شهر سن-ژی (به فرانسوی: Saint-Gilles) در شهرستان بروسل در منطقه بروکسل در کشور بلژیک واقع شده‌است.